# Кабијано (Марке)
Кабијано (итал. Cabiano) насеље је у Италији у округу Асколи Пичено, региону Марке.
Према процени из 2011. у насељу је живело 134 становника. Насеље се налази на надморској висини од 69 м.